# Законы Канады о пропаганде ненависти
Законодательство Канады о пропаганде ненависти включает в себя положения Уголовного кодекса, положения Закона «О правах человека» и других федеральных законов, а также законодательные положения в каждой из десяти провинций и трёх территорий Канады. Уголовный кодекс запрещает «пропаганду ненависти» (hate propaganda). Канадский закон «О правах человека» запрещает дискриминацию по различным признакам. Законодательство в провинциях и территориях запрещает дискриминацию по тем же основаниям, что и канадский закон «О правах человека» в тех вопросах, которые относятся к провинциальной или территориальной юрисдикции, таких как занятость и жильё.

## Конституционные акты
Конституционные акты Канады включают в себя Канадскую хартию прав и свобод. Раздел 2 Хартии гарантирует каждому человеку, среди прочего, свободу совести и вероисповедания, свободу мысли, убеждений, мнения и выражения, включая свободу печати и других средств массовой информации. Раздел 1 указывает, что свободы могут быть частично подвергнуты «только таким разумным ограничениям, предусмотренным законодательством, которые могут быть полностью оправданы в свободном и демократическом обществе».

## Уголовный Кодекс
Статьи 318, 319 и 320 Уголовного кодекса Канады прямо запрещают пропаганду ненависти. «Пропаганда ненависти» (hate propaganda) означает «любое письменное, знаковое или видимое действие, которое поддерживает или поощряет геноцид, или же коммуникация, подпадающая под действие статьи 319.»
Статья 318 предусматривает лишение свободы на срок до пяти лет для тех, кто пропагандирует геноцид. Кодекс определяет геноцид как уничтожение «идентифицируемой группы». Кодекс определяет «идентифицируемую группу» как «любую часть населения, отличную по цвету кожи, расе, религии, этническому происхождению или сексуальной ориентации, гендерной идентичности или выражению, или же умственной или физической инвалидности».
Статья 319 (1) предусматривает наказание от штрафа до лишения свободы на срок до двух лет для тех, кто, выступая с заявлениями в любом общественном месте, разжигает ненависть в отношении какой-либо конкретной группы, если и поскольку такие действия могут привести к нарушению мира. Статья 319 (2) предусматривает наказание от штрафа до лишения свободы на срок до двух лет для тех, кто, выступая с заявлениями, иными чем в частной беседе, умышленно пропагандирует ненависть в отношении какой-либо конкретной группы.
В соответствии со статьёй 319 (2), обвиняемый не виновен:
(a) если он докажет, что заявления соответствовали истине;
(b) если человек добросовестно выражал или пытался выразить с помощью аргументов своё мнение на религиозную тему или мнение, основанное на вере в религиозный текст;
(c) если заявления были актуальны для любой тематики, представляющей общественный интерес, обсуждение которой было в общественных интересах, и если на разумных основаниях говорящий был уверен в правильности того, что он говорил; или
(d) если он добросовестно намеревался указать, с целью их удаления, на явления, которые вызывали или имели намерение вызвать чувство ненависти по отношению к идентифицируемой группе в Канаде.
Раздел 320 позволяет судье вынести решение о конфискации публикаций, которые очевидно являются пропагандой ненависти.

### Прецеденты в рамках Уголовного кодекса
Во время кампании перед федеральными выборами 2008 года, Дэвид Попеску, многолетний кандидат в городе Садбери, отвечая на вопрос в старшей школе, заявил: «гомосексуалисты должны быть казнены». Впоследствии он был обвинён в умышленной пропаганде ненависти, и заявил на суде, что его взгляды согласуются с Библией. Апелляционный суд Онтарио признал Попеску виновным и приговорил его к 18 месяцам условно. Попеску вновь оказался под следствием в 2015 году в связи с его предвыборными брошюрами, содержавшими подобные заявления о гей-сообществе. Однако эти обвинения были позже сняты.
В 2007 году в Монреале неонацист Жан-Себастьен Прессо (Presseault) признал себя виновным в преднамеренной пропаганде ненависти к чернокожим и евреям на своём сайте в нарушение ст. 319 УК Канады. Квебекский судья Мартен Воклер приговорил его к шести месяцам тюремного заключения вместо общественных работ, на что надеялась защита. Судья назвал заявления Прессо «гнусными, злыми и отвратительными». Судья также указал в вердикте на то, что Прессо имел на теле более двадцати татуировок, в том числе несколько символов Ку-Клукс-Клана и нацистские символы: «вред, который он нанёс своему собственному телу, с целью оставить неизгладимое свидетельство своих убеждений, явно показывает, что он имеет нерешенные проблемы и переполнен расистскими чувствами и ненавистью», — заявил Воклер. Судья также напомнил о прежних судимостях Прессо за насильственные преступления и пришёл к заключению, что безопасность общества будет поставлена под угрозу, если позволить обвиняемому отбывать общественные работы.
В 2003 году в Саскачеване прокуратура обвинила Дэвида Эхинаку (Ahenakew) в умышленном разжигании ненависти в высказываниях о евреях в интервью репортёру. В 2005 году провинциальный суд осудил Эхинаку и оштрафовал его на $1000. В 2008 году, Генеральный прокурор провинции Саскачеван вновь внёс дело на рассмотрение суда после того, как приговор был отменен по апелляции. 23 февраля 2009 года судья Уилфред Такер провинциального суда Саскачевана заявил, что выступление Эхинаку было "отвратительным, мерзким, и не соответствует действительности, « однако не представляло собой „пропаганды ненависти“.
По делу Канада (Комиссия по правам человека) против Тейлора, [1990] 3 S. С. R. 892—902, Верховный Суд заявил, что пропаганда ненависти означает любое выражение, „имеющее целью или направленное на распространение экстремальных чувств осуждения и вражды в отношении какой-либо расовой или религиозной группы“.
Большинством всего в 4 против 3 Верховный Суд Канады подтвердил конституционность статьи 319 в деле R. V.Keegstra [1990] 3 S. С. R. 697.

## Канадский закон «О правах человека»
Статья 3 канадского закона «О правах человека» запрещает дискриминацию по признаку «расы, национального или этнического происхождения, цвета кожи, религии, возраста, пола, сексуальной ориентации, гражданского состояния, семейного положения, инвалидности и судимости, по которым он был помилован.» Статья 13-я Закона «О правах человека» была отменена 26 июня 2013. Статья 54-я утратила смысл в связи с тем, что её прежний смысл полностью покрывает статья 53-я. Канадская комиссия по правам человека отвечает за внедрение Канадского закона «О правах человека».

### Прецеденты в рамках Закона «О правах человека»
По делу «Уорман против Лемир» (2009 CHRT 26) судья Атанасиос Д. Хаджис постановил, что право ответчика на свободу мысли, убеждений, мнения и выражения не должны быть нарушены с. 13(1). Соответственно, судья не наказал ответчика за спорную публикацию в Интернете.
По делу «Уорман против Северного Альянса» (2009 CHRT 10) судья Эдуард Петер Люстиг постановил, что сайт ответчика содержал нарушение ст. 13(1), потому что на сайте были помещены спорные высказывания о цыганах, евреях, мусульманах, гомосексуалах, чернокожих, арабах, и других группах. Судья вынес постановление в соответствии со ст. 54(1)(а) с тем, чтобы спорный сайт, который к тому моменту уже был неактивен, не был возобновлён.
По делу «Чопра против Министерства здравоохранения Канады» (2008 CHRT 39) судья Пьер Дешан признал, что Шив Чопра, микробиолог Министерства здравоохранения Канады, имеет право на возмещение ущерба до $4 000 от Министерства здравоохранения Канады за обиды и потери в заработной плате, вместе с процентами. Судьей установлено, что Чопра был подвергнут дискриминационным замечаниям, был отстранён от должности в отместку за прежнюю жалобу в комиссию по правам человека, а его кандидатура не была рассмотрена, когда возникла временная вакансия на должность начальника его отдела.
В декабре 2007 года Канадский исламский конгресс подал жалобу о разжигании ненависти со стороны журнала Maclean’s. Суть жалобы была в том, что Maclean’s опубликовал серию статей Марка Стейна, которые оскорбили мусульман. Конгресс подал жалобу в Канадскую комиссию по правам человека, в Трибунал по правам человека Британской Колумбии и Комиссию по правам человека Онтарио В Онтарийская комиссия по правам человека постановила, что жалоба находилась не в её юрисдикции. Суд по правам человека провинции Британская Колумбия отклонил жалобу 10 октября 2008 года. Канадская Комиссия по правам человека отклонила жалобу 26 июня 2008 года.
По делу «Уорман против Винницкого» (2006 CHRT 20) судья Карен А. Йенсен установила, что ответчик разместил сообщения в Интернете, которые были «порочными и бесчеловечными». Судья обязал ответчика прекратить свою дискриминационную практику и выплатить штраф в размере $6000.
По делу «Цитрон против Цюнделя» (TD 1/02 2002/01/18) суд установил, что ответчик Эрнст Цюндель распространял теории тайного еврейского заговора. Ответчик опубликовал свои теории в Интернете. Суд счел, что тон публикаций, крайнее очернение и поношение евреев со стороны ответчика нарушали ст. 13(1), обязав ответчика прекратить свою дискриминационную практику.

## Провинции и территории
Во всех провинциях и территориях Канады имеется собственное законодательство по правам человека, а также надзирающие за их соблюдением комиссии по правам человека, за исключением Британской Колумбии, где имеется соответствующий суд, а не комиссия. Как правило, законодательство запрещает дискриминацию при отсутствии законного на то основания—на основании расы, цвета кожи, происхождения, места происхождения, религии, вероисповедания, политических убеждений, семейного положения, ситуации в семье, физической или психической инвалидности, пола, сексуальной ориентации, возраста, а также судимости, за которую потерпевший был помилован (далее — „общие основания“). Как правило, законодательство запрещает дискриминацию по меньшей мере в пяти контекстах: размещение, трудоустройство, приобретение жилья, членство в союзах и ассоциациях, и публикации. Контекст публикаций напрямую связан с вопросом о пропаганде ненависти. Провинциальные и территориальные акты о защите прав человека, как правило, имеют положения, аналогичные нижеследующим (статья 12 Закона Острова принца Эдуарда):
(1) ни одно лицо не может публиковать, распространять или передавать в эфир или допускать к публикации, выставлять или распространять на земле или в помещении, или в газете или путем радио- или телевещательной станции или с помощью любых других средств, какое-либо сообщение, знак, символ, их производные или другие средства информации, содержащие дискриминацию или намерение дискриминировать любое лицо или класс лиц,.
(2) ничто в настоящем разделе не должно мешать свободному выражению мнений по любому вопросу в устной или письменной форме.
Человек, который считает, что его права, гарантированные провинциальным или территориальным законом, были нарушены, может обратиться с жалобой в Комиссию по правам человека. Как правило, комиссия принимает жалобу и, если она относится к юрисдикции комиссии, комиссия расследует дело. Комиссия может предложить истцу и ответчику свои услуги для урегулирования, или вынести в вопрос на рассмотрение третьего лица. На практике, многие жалобы были успешно решены с помощью посредничества.
Различия между провинциями и территориями появляются в полномочиях, предоставленных арбитру и в размере возмещения и неустойки. Все арбитры имеют полномочия принудить ответчика прекратить нарушение законодательства по правам человека, а также более не осуществлять подобную деятельность начиная со дня запрета. Все арбитры имеют полномочия потребовать от ответчика компенсировать истцу любые убытки, причиненныё ответчиком вследствие нарушения соответствующего закона. Некоторые судьи имеют полномочия потребовать от ответчика оплатить „моральный вред“ заявителю, или же уплатить штраф за умышленное действие или проступок по неосторожности.

### Альберта
Закон провинции Альберта „О правах человека“ запрещает дискриминацию на общих основаниях, за исключением политических убеждений, а также по признаку „источника дохода“. Закон запрещает публикацию или показ того, что „могло бы вызвать ненависть или презрение к человеку или классу лиц“. Арбитр не имеет полномочий принудить ответчика возместить истцу „эмоциональный ущерб“ или заплатить штраф. Орган, ответственный за соблюдение закона Альберты о правах человека — Комиссия по вопросам прав человека и гражданства (AHRCC).
В 2006 году, мусульманский Совет Эдмонтона и высшего исламского Совета Канады пожаловался в AHRCC, когда Эзра Левант опубликовал карикатуры, которые ранее были опубликованы в Дании в журнале „Юлландс-Постен“. Комиссия отказала в удовлетворении жалобы 5 августа 2008 года. Двухлетний судебный процесс обошёлся Леванту в $100 000 судебных издержек.
В июне 2002 года, преподобный Стивен Буассуэн (Boissoin) направил в редакцию журнала Red Deer Advocate письмо. Журнал опубликовал письмо, адресованное, как в нём говорилось, тем, кто „поддерживает гомосексуальную машину, которая беспощадно приобретает всё больше влияния в нашем обществе с 1960-х годов“. Доктор Даррен Лунд пожаловался в AHRCC на письмо Буассуэна. В конце концов, суд королевской скамьи провинции Альберта отклонил жалобу.
2 апреля 2002 года Edmonton Journal и Calgary Herald опубликовали редакционную статью, в которой сообщалось, что предметом проходящего в Малайзии заседания Организации Исламская конференция был вопрос о терроризме. По мнению редакции, встреча „без сомнения будет фарсом“, что восприняли как обиду мусульмане, особенно палестинцы. Мусульманские и палестинские организации и их сторонники пожаловались на редакцию в AHRCC. Заявители считали, что редакционная статья разжигала ненависть и презрение по отношению к палестинским арабам и мусульманам. 21 сентября 2009 года директор комиссии Мари Риддл отклонила жалобу.

### Британская Колумбия
Британская Колумбия является уникальной в том смысле, что в ней отсутствует комиссия по правам человека. Жалоба может быть подана непосредственно в провинциальный трибунал по правам человека. В соответствии с Кодексом прав человека Британской Колумбии, судья должен приказать нарушителю прекратить нарушение Кодекса, и в частности, может постановить, чтобы нарушитель выплатил истцу сумму, которую судья сочтёт целесообразной, „за причинение вреда достоинству, чувствам и самоуважению, или любому из них“.
По делу Кханна против Common Ground Publishing Corp., 2005 BCHRT 398, судья Тони Бехаррелл рассмотрел жалобу об изображении на обложке журнала. Изображение представляло Индуистского Бога Шиву в форме Натараджа. Изображение содержало огненный круг с современными артефактами, например, гамбургером. Судья не нашел оснований признать, что изображение могло бы вызвать ненависть и презрение к индусам.
Через 15 лет после того, как комиссия по правам человека была упразднена либеральным правительством, новое правительство (партия НДП) объявило о планах восстановить комиссию по правам человека.
Премьер Джон Хорган заявил, что Британская Колумбия — единственная провинция без комиссии по правам человека, и она необходима для решения проблем дискриминации и неравенства, которые распространены по всей провинции.
„Каждый человек заслуживает того, чтобы к нему относились с достоинством и уважением, независимо от физических возможностей, расы, религии, сексуальной ориентации, гендерной идентичности или гендерного самовыражения“, — сказал Хорган в пятницу на пресс-конференции.
Он поручил генеральному прокурору Дэвиду Эби восстановить комиссии.

### Манитоба
„Кодекс прав человека“ провинции Манитоба позволяет независимому арбитру, в частности, постановить, что ответчик должен возместить ущерб за причинение вреда достоинству, чувствам, или самоуважению в сумме, которую судья считает „справедливой и уместной“, и уплатить неустойку или штраф (до $2000 в случае физического лица-ответчика; в размере до $10000 в любом другом случае), если будут установлены злой умысел или грубая неосторожность. Кодекс Манитобы является уникальным в том смысле, что предусматривает термин „аналогичные основания“ (analogous grounds). Жалобы могут быть подаваться не только по прямо перечисленным в кодексе основаниям (например, пола, возраста, национального происхождения и т. д.), но и по аналогии с перечисленными. Например, Комиссия по правам человека провинции Манитоба в настоящее время принимает жалобы по вопросам гендерной идентичности.

### Нью-Брансуик
Закон „О правах человека“ провинции Нью-Брансуик запрещает дискриминацию по различным признакам, которые зависят от обстоятельств. Арбитр (комиссии по расследованию) может обязать ответчика, в частности, возместить истцу „любой последующий моральный ущерб, в том числе в результате ущерба достоинства, чувств, или самоуважения, в такой мере, как коллегия сочтёт справедливым и уместным“.

### Ньюфаундленд и Лабрадор
Кодекс прав человека провинции Ньюфаундленд и Лабрадор не предусматривает понятия „эмоциональный ущерб“.

### Северо-Западные Территории
На Северо-Западных территориях Закон „О правах человека“ запрещает дискриминацию на общих основаниях и по признаку „социальное положение“. Раздел, касающийся публикаций (с. 13) явно запрещает любые средства выражения, которые „с большой вероятностью подвергают любое лицо или класс лиц ненависти или презрению“. Судья может распорядиться, в частности, чтобы ответчик „выплатил истцу сумму, которую судья сочтёт целесообразной компенсацией истцу за ущерб его достоинству, чувствам и самоуважению“. Если судья считает, что ответчик „действовал умышленно или злонамеренно“, или что ответчик неоднократно нарушил закон, судья может обязать ответчика выплатить сумму, не превышающую $10000, в качестве штрафа».

### Новая Шотландия
Закон «О правах человека» провинции Новая Шотландия запрещает дискриминацию на общих основаниях, а также за «иррациональный страх заболевания». Арбитр «может постановить, что любая сторона, которая нарушила закон, должна совершить действие с целью полного восстановления соответствия требованиям данного закона и для возмещения любого ущерба, причиненного какому-либо лицу или группе лиц или компенсацию и, поскольку это санкционировано и в объёме, предусмотренном регламентом, может принять любой приказ в отношении указанной стороны, если это не сторона истца, как расходы, о возмещении расходов, которые арбитр считает необходимыми в данных обстоятельствах».
В апреле 2008 года «Центр исламского развития» в Новой Шотландии подал жалобу в полицию и в комиссию по правам человека новой Шотландии за карикатуру, опубликованную в Halifax Chronicle-Herald.

### Нунавут
Закон О правах человека 2003 позволяет арбитру присудить, в частности, компенсацию «за причинение вреда достоинству, чувствам или самоуважению» и «за любое вредное действие по умыслу или неосторожности», а также потребовать принести извинения.

### Онтарио
Кодекс о правах человека провинции Онтарио запрещает дискриминацию по различным признакам, в зависимости от обстоятельств. Судья может постановить, в частности, что ответчик должен: выплатить денежную компенсацию истцу, «в том числе компенсацию за причинение вреда достоинству, чувствам и самоуважению»; возместить истцу, «в том числе, ущерб за причинение вреда достоинству, чувствам и самоуважени.»; или совершить действия, чтобы исправить нарушение ответчиком требований Кодекса. Большинство дел, касающихся нарушения Кодекса, рассматриваются квази-судебным трибуналом по правам человека Онтарио.

### Остров Принца Эдуарда
На Острове принца Эдуарда: провинциальный Закон «О правах человека» не содержит положений о возмещении «эмоционального ущерба» потерпевшему. Судья может, в частности, наложить штраф на частное лицо в сумме не менее $100 и не более $500, и на любые другие лица от $200 и не более $2,000.

### Квебек
Раздел 10 Квебекской «Хартии прав и свобод человека» запрещает дискриминацию по признаку расы, цвета кожи, пола, гендерной идентичности или выражения, беременности, сексуальной ориентации, гражданского статуса, возраста, за исключением случаев, предусмотренных законом. Статья 80 предусматривает:
Если стороны не согласны на переговоры по урегулированию или на третейское (арбитражное) рассмотрение спора, или в случае, если предложение третейской комиссии не привело к удовлетворению сторон в установленные сроки, комиссия вправе обратиться в суд, чтобы обеспечить, поскольку это не противоречит общественным интересам, любые надлежащие меры в отношении лица, чья вина установлена, или потребовать, в пользу потерпевшего, какие-либо меры защиты, которые он считает уместными на тот данный момент.

### Саскачеван
В Саскачеване был принят первый в Северной Америке законодательный акт (1947), запрещающий преследование по признаку расы, религии, цвета кожи, пола, национальности, происхождения и места рождения. Кодекс прав человека провинции Саскачеван запрещает дискриминацию на общих основаниях и по причине «получения государственной помощи». Данный кодекс запрещает любую публикацию или демонстрацию, «которая подвергает или имеет тенденцию подвергать ненависти, высмеивает, унижает или иным образом оскорбляет достоинство любого лица или группы лиц». Верховный Суд Канады постановил, что фраза «высмеивание, принижение роли и оскорбление достоинства» является неконституционной и удалил её из Кодекса во время процессу по делу Саскачеванская комиссия по правам человека против Уоткотта,
2013 SCC 11 (см. заключение, пункт 206). Судья может, в частности, присудить истцу компенсацию в размере до $10,000 либо за поведение ответчика, если оно было злонамеренным или безрассудным, либо за причинение вреда «чувствам, достоинству или самоуважению».
В июне 1997 года Трибунал по правам человека Саскачевана постановил, что Хью Оуэнс нарушил Кодекс прав человека, поместив в газете объявление с цитатами из Библии. Данные цитаты осуждали гомосексуальное поведение. Оуэнс подал апелляцию. Суд королевской скамьи согласился с трибуналом. Оуэнс вновь подал апелляцию. В 2006 году апелляционный суд отменил решение трибунала.
В 2005 году трибунал по правам человека провинции Саскачеван оштрафовал Билла Уоткотта, лидера небольшой группы под названием «Активисты христианской истины», на $17500 за распространение листовок, содержащих спорные утверждения о гомосексуалистах. Дело в конечном счете дошло до Верховного Суда Канады , который частично оставил в силе решение суда низшей инстанции.

### Юкон
В Юконе Закон «О правах человека» запрещает дискриминацию любого лица или группы по общим основаниям и по «источнику дохода». Данный закон не включает конкретных положений, запрещающих дискриминационные публикации, объявления, или трансляции.